# Naučná stezka Svatojánské proudy
Naučná stezka Svatojánské proudy je pozoruhodná, avšak obtížně schůdná cesta, vedoucí v délce 8 kilometrů po úbočí svahu vysoko nad vodní hladinou Vltavy mezi hrázemi vodních nádrží Slapy a Štěchovice. Její název odkazuje na místa, dávno skrytá pod hladinou. Na  stezce je 12 informačních zastávek, které upozorňují na zdejší přírodní zajímavosti, hlavním zaměřením stezky je botanika, zoologie, ekologie a informace o voroplavbě a přehradách.
Naučná stezka vede zčásti po strmém úbočí a je určena jen pěším návštěvníkům, je to náročný terén, nevhodný pro cyklisty - hrozí smrtelné úrazy.

## Svatojánské proudy
Vltava byla v minulosti významnou dopravní cestou z jihu Čech do Prahy. Hlavním plavidlem byly vory, jimž způsobovaly problémy prahy a skály v řece. Nejznámější a nejobtížnější úsek řeky byl v údolí mezi Štěchovicemi a Slapy, zvaný Svatojánské proudy. Symbol proudů, socha sv. Jana Nepomuckého, zde byla postavena na památku utonulých v roce 1721. První pěší turistická trasa KČT vznikla právě tady 11. května 1889, kdy „označovací družstvo“ spojilo červenou značkou Štěchovice a Svatojánské proudy. Největší popularitu měla tato stezka v meziválečném období, kdy na březích Vltavy vznikaly trampské osady a zde i ta nejstarší, legendární Ztracená naděje, zvaná Ztracenka. Výletníci tehdy jezdili parníkem do Štěchovic. Pěšky šli přes Homol k Hotelu Záhoří a odtud jeli prámem Svatojánskými proudy zpět do Štěchovic. Krása proudů i původních trampských osad zmizela s napuštěním Štěchovické přehrady.

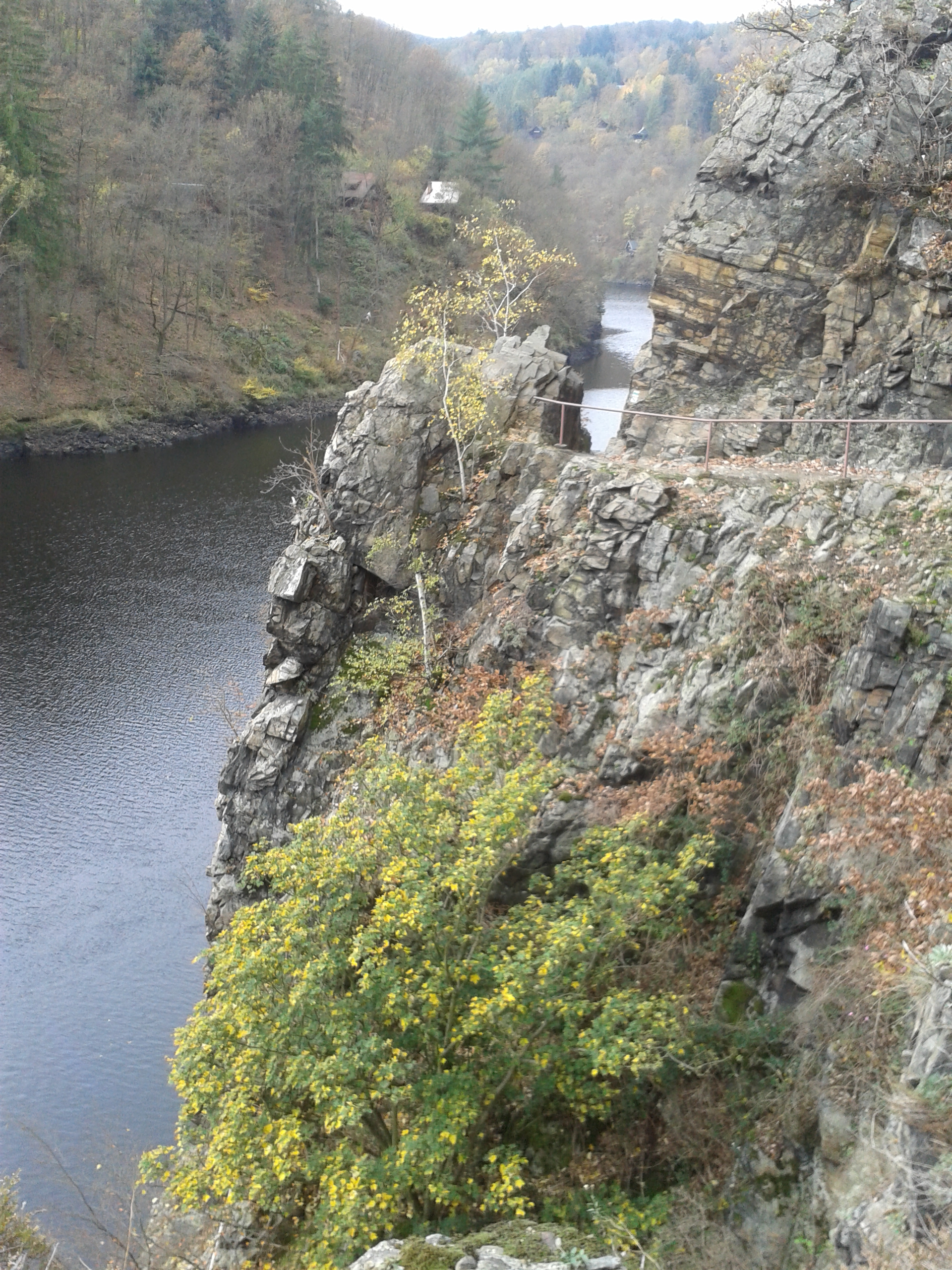
Pohled na údolní nádrž z naučné stezky

## Geologická stavba území
Řeka, která se v těchto místech prodírala starohorními vulkanity tzv. jílovského pásma, vytvořila hluboké kaňonovité údolí s rozervanými skalními stěnami.Tam, kde se jílovské pásmo stýkalo s okolními žulami, docházelo ke zrudnění s ložisky zlata.

## Štěchovická přehrada
Štěchovická přehrada, postavená v letech 1937 - 1943, vytvořila jedno z nejmenších jezer na celé vltavské kaskádě. Přehrada má zdymadlo s plavební komorou vysokou 20 metrů, která je nejvyšší v Čechách. Voda v přehradní nádrži je studená, protože sem přitéká spodní voda z vyšší Slapské nádrže, ale zase ne natolik, aby v zimě zamrzala. Břehy nezarůstají, vodním ptákům takové podmínky nevyhovují, a tak se tu s nimi téměř nesetkáváme.

## Slapská přehrada
Tato vodní nádrž byla vybudována v letech 1945 - 1954. Socha sv. Jana Nepomuckého byla při budování vodního díla přemístěna pod její hráz . Podle rozlohy (11,626 km2) je šestou největší přehradou v České republice.

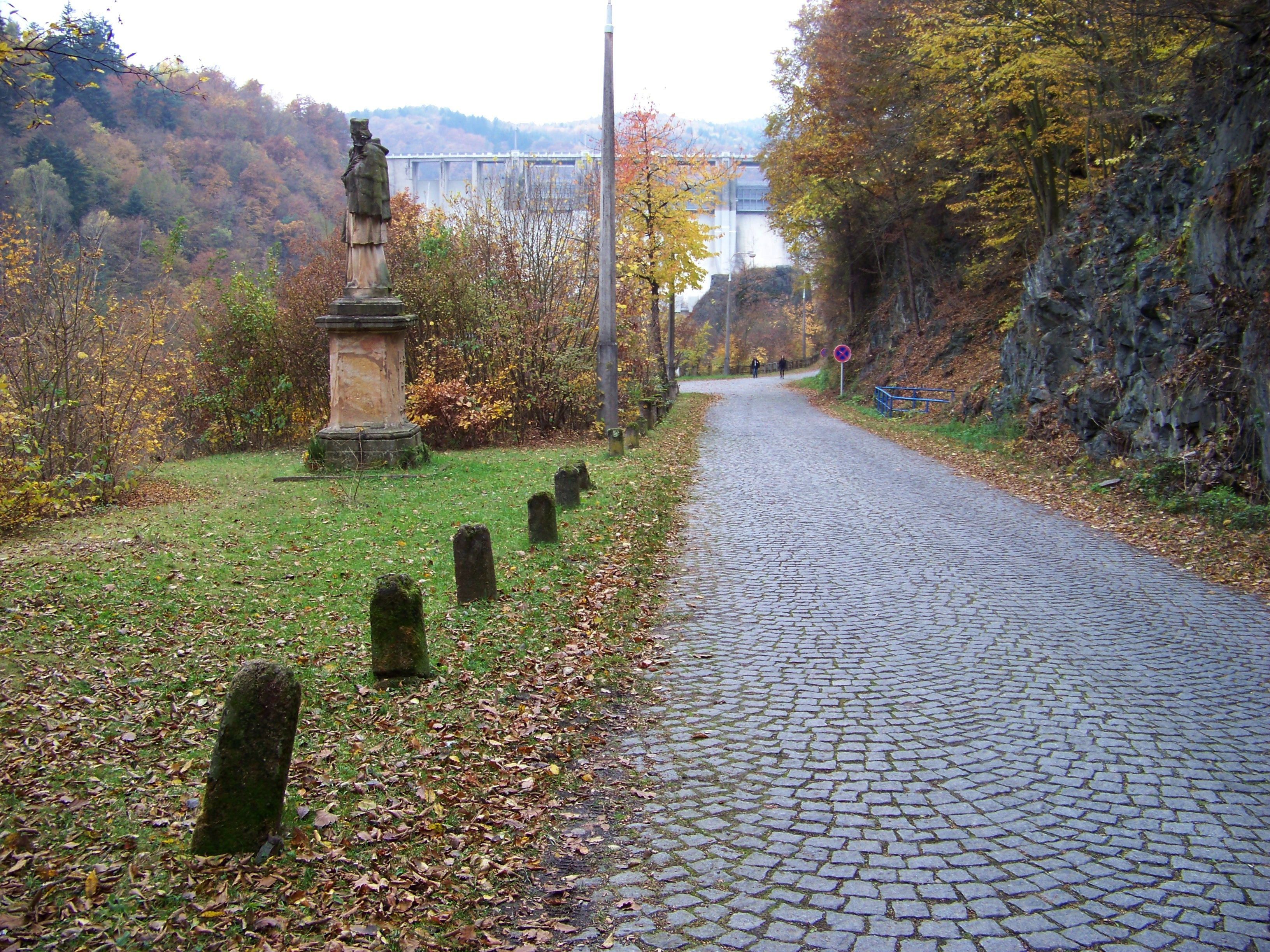
Socha Jana Nepomuckého pod hrází Slapské přehrady

## Zastavení na naučné stezce[2]
1. Popis přehrad a Vltavského kaňonu
2. Jedle a dravci
3. Naše zvěř
4. Ochrana přírody
5. Voroplavba
6. Osada Ztracenka a osada Svatojánské proudy
7. Osada Ztracenka
8. Na výsluní
9. Suťová pole
10. Voda a fauna
11. Les a ptáci
12. Vltavský kaňon

## Přístup
Stezku je možno jít jak ze Štěchovic tak od Slapské přehrady. Nejlépe je zaparkovat auto na koncovém bodu a zpět se vrátit autobusem č.390. Nebo v létě jet parníkem, což je velmi hezký zážitek.
Pokud zahájíme cestu v Nových Třebenicích, jdeme po zelené turistické značce k modré trase východně od hráze Slapské přehrady, dále po modré do Štěchovic.